# Unterberg (Weiler-Simmerberg)
Unterberg (westallgäuerisch: Undərbərg) ist ein Gemeindeteil des Markts Weiler-Simmerberg im  bayerisch-schwäbischen Landkreis Lindau (Bodensee).

## Geographie
Die Einöde liegt circa 1,5 Kilometer südöstlich des Hauptorts Weiler im Allgäu am Hang des Oberbergs und zählt zur Region Westallgäu. Östlich von Unterberg befindet sich die Ortschaft Oberberg in der Gemeinde Oberreute.

## Ortsname
Der Ortsname bedeutet „(Siedlung an) einer unterhalb gelegenen Anhöhe“.

## Geschichte
Unterberg wurde urkundlich erstmals im Jahr 1621 mit Hans Buechman am Undern Berg erwähnt. Im Jahr 1818 wurde ein Gut Unterberg erwähnt. Ab 1950 ist Unterberg im Ortsverzeichnis mit einem Wohngebäude verzeichnet. Der Ort gehörte einst der Gemeinde Simmerberg an.

## Persönlichkeiten
- Maximilian von Lingg (1842–1930), Bischof von Augsburg, verbrachte einen Teil seiner Kindheit auf dem Hof der Großeltern in Unterberg